# Copa del Rey de hockey patines 2017
La Copa del Rey de hockey patines 2017 fue la septuagésima cuarta edición de la Copa del Rey de este deporte. La sede única fue Alcobendas, (Madrid) y los encuentros se disputaron en el Pabellón Amaya Valdemoro.
Se disputó entre los 7 mejores equipos de la OK Liga 2016-17 en la primera vuelta de la liga y el Club Patín Alcobendas como anfitrión según el sorteo efectuado el 1 de febrero de 2017.
Los partidos se jugaron entre el 23 y el 26 de febrero de 2017. 

El campeón de esta edición fue el FC Barcelona, que consiguió su vigésimo primer título de copa.
De forma paralela se disputó la segunda edición de la MiniCopa Masculina en categoría base. Se jugó en formato cuartos de final (viernes), semifinales (sábado) y final (domingo) entre ocho equipos de categoría MASC12. Los equipos participantes fueron Deportivo Liceo, CP Vic, Reus Deportiu, CH Lloret, CH Vendrell, CP Alcobendas, CP Voltregà y FC Barcelona, que se proclamó campeón de esta edición por segunda vez consecutiva.

## Equipos participantes
- Club Patín Alcobendas
- FC Barcelona
- Reus Deportiu
- HC Liceo
- C.H. Lloret Vila Esportiva
- Moritz CE Vendrell
- CP Vic
- C.P. Voltregà

## Resultados
|  | Cuartos de final           | Cuartos de final |                    |          | Semifinales   | Semifinales   |  |               | Final         | Final         |  |
|  | 23-24 de febrero           | 23-24 de febrero |                    |          | 25 de febrero | 25 de febrero |  |               | 26 de febrero | 26 de febrero |  |
|  |                            |                  |                    |          |               |               |  |               |               |               |  |
|  |                            |                  |                    |          |               |               |  |               |               |               |  |
|  | CP Vic                     | 4 (4)            |                    |          |               |               |  |               |               |               |  |
|  | CP Vic                     | 4 (4)            |                    |          |               |               |  |               |               |               |  |
|  | Moritz CE Vendrell         | 4 (1)            |                    |          |               |               |  |               |               |               |  |
|  | Moritz CE Vendrell         | 4 (1)            |                    | CP Vic   | 3 (1)         |               |  |               |               |               |  |
|  |                            |                  |                    | CP Vic   | 3 (1)         |               |  |               |               |               |  |
|  |                            |                  | Reus Deportiu      | 3 (2)    |               |               |  |               |               |               |  |
|  | Reus Deportiu              | 7                | Reus Deportiu      | 3 (2)    |               |               |  |               |               |               |  |
|  | Reus Deportiu              | 7                |                    |          |               |               |  |               |               |               |  |
|  | C.P. Alcobendas            | 6                |                    |          |               |               |  |               |               |               |  |
|  | C.P. Alcobendas            | 6                |                    |          |               |               |  | Reus Deportiu | 3             |               |  |
|  |                            |                  |                    |          |               |               |  | Reus Deportiu | 3             |               |  |
|  |                            |                  | FC Barcelona Lassa | 4        |               |               |  |               |               |               |  |
|  | HC Liceo                   | 3                | FC Barcelona Lassa | 4        |               |               |  |               |               |               |  |
|  | HC Liceo                   | 3                |                    |          |               |               |  |               |               |               |  |
|  | C.H. Lloret Vila Esportiva | 1                |                    |          |               |               |  |               |               |               |  |
|  | C.H. Lloret Vila Esportiva | 1                |                    | HC Liceo | 2 (0)         |               |  |               |               |               |  |
|  |                            |                  |                    | HC Liceo | 2 (0)         |               |  |               |               |               |  |
|  |                            |                  | FC Barcelona Lassa | 2 (2)    |               |               |  |               |               |               |  |
|  | FC Barcelona Lassa         | 6                | FC Barcelona Lassa | 2 (2)    |               |               |  |               |               |               |  |
|  | FC Barcelona Lassa         | 6                |                    |          |               |               |  |               |               |               |  |
|  | C.P. Voltregà              | 3                |                    |          |               |               |  |               |               |               |  |
|  | C.P. Voltregà              | 3                |                    |          |               |               |  |               |               |               |  |
|  |                            |                  |                    |          |               |               |  |               |               |               |  |

- Entre paréntesis goles en penaltis.

## Final
| Fecha                                                                                 | Hora  | Partido       | Partido | Partido            |
| ------------------------------------------------------------------------------------- | ----- | ------------- | ------- | ------------------ |
| 26 de febrero                                                                         | 12:30 | Reus Deportiu | 3-4     | FC Barcelona Lassa |
| Pabellón: Pabellón Amaya Valdemoro, Alcobendas (Madrid) Asistencia: 1600 espectadores |       |               |         |                    |